# Bristol Bay Borough
Bristol Bay Borough ist ein Borough (Bezirk) im Bundesstaat Alaska der Vereinigten Staaten von Amerika. Verwaltungssitz des Boroughs ist Naknek an der namensgebenden Bristol Bay. Bei der Volkszählung im Jahr 2020 wurden 844 Einwohner gezählt.

## Geographie
Der Borough hat eine Fläche von 2.299 Quadratkilometern; davon sind 1.308 Quadratkilometer Land und 991 Quadratkilometer (43,12 Prozent) Wasserflächen.

## Geschichte
Das Borough wurde im Oktober 1962 gegründet. Der Name Bristol Bay geht auf James Cook zurück, der die Bucht nach dem Marineoffizier Augustus Hervey, 3. Earl of Bristol benannte.

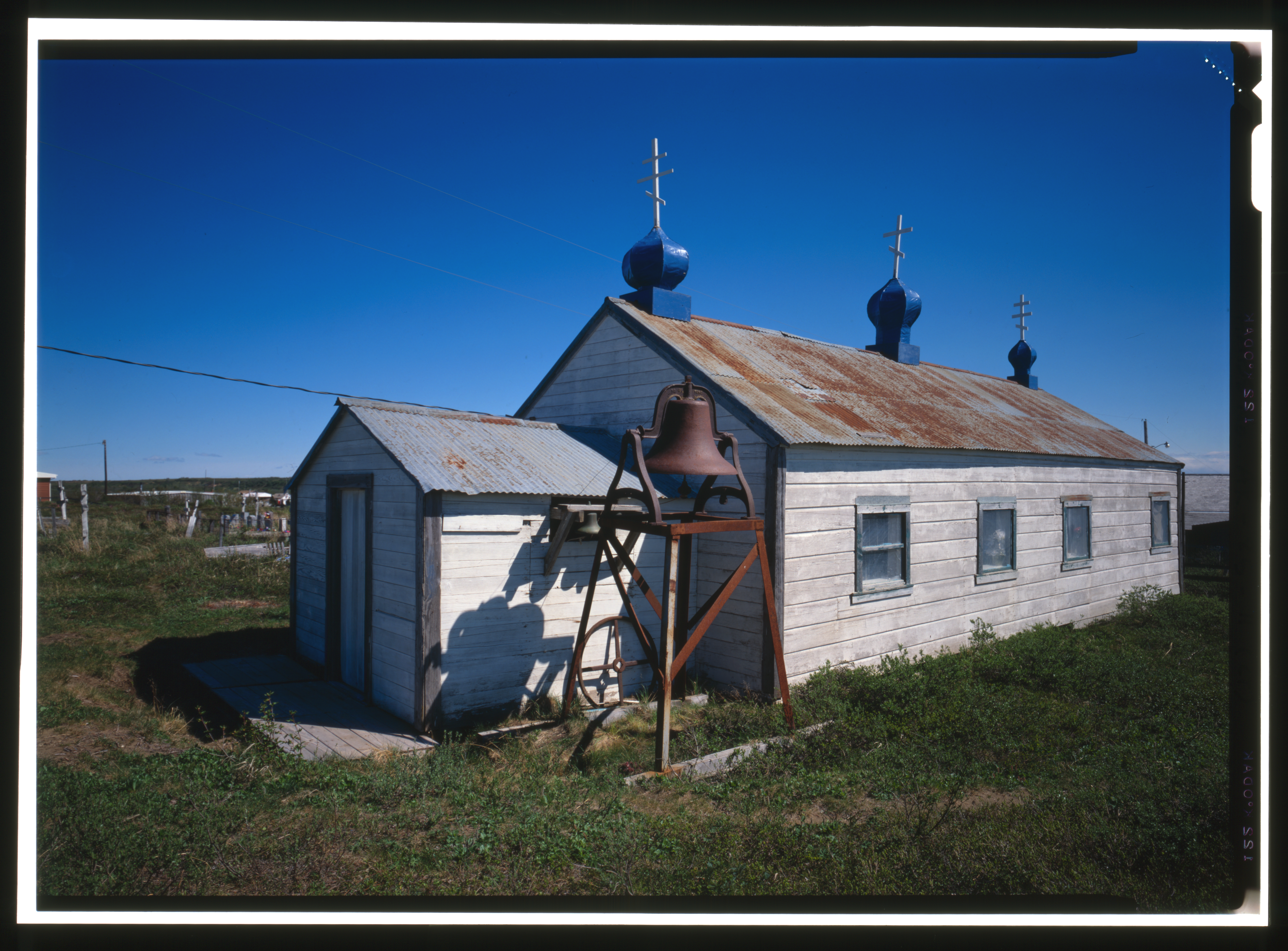
Die St. John the Baptist Chapel ist seit Juni 1980 im NRHP eingetragen.

Drei Bauwerke im County sind im National Register of Historic Places („Nationales Verzeichnis historischer Orte“; NRHP) eingetragen (Stand 31. Januar 2022), die Elevation of Holy Cross Church, die St. John the Baptist Chapel und die APA’s Diamond NN Cannery.

### Nachbarboroughs
Bristol Bay Borough hat nur einen Nachbarborough: Lake and Peninsula Borough.

## Demographie
Derzeit (Februar 2007) ist nur ein kleiner Teil der Daten der Volkszählung von 2005 erhältlich. Es wird daher auch auf die Daten aus dem Jahr 2000 zurückgegriffen.

### Daten aus dem Jahr 2005
Gemäß der Volkszählung 2005 (2000) wurden 1.112 (1.258) Personen und 969 (979) Hauseinheiten gezählt.
Nach Rassen gegliedert gibt es eine Aufteilung von 57,6 Prozent (52,54 Prozent) Weiße, 41,4 Prozent (43,72 Prozent) Ureinwohner und 1 Prozent (4,74 Prozent) andere.
30,9 Prozent (38,2 Prozent) der Bevölkerung war unter 18 und 5,9 Prozent (3,8 Prozent) über 65 Jahre alt.

### Daten aus dem Jahr 2000
Von den 490 Haushalten hatten 38,2 Prozent Kinder unter 18 Jahren, 49,2 Prozent waren verheiratet (und lebten zusammen). Die durchschnittliche Haushaltsgröße war 2,57 und die durchschnittliche Familiengröße 3,33. Das Durchschnittsalter war im Jahr 2000 36 Jahre. Auf 100 Frauen (über 18) kamen 125,6 Männer.

## Städte und Orte
Im Bristol Bay Borough befinden sich 3 Census-designated places (CDPs) (gemeindefreie Gebiete) (Stand 2020).
- King Salmon
- Naknek
- South Naknek